# Листовничая, Нина Михайловна
Листовничая Нина Михайловна (ум. 20 марта 1943, Симферополь) — советский патриот, руководитель феодосийского подполья в годы Великой Отечественной войны. Беспартийная.

## Биография
Заведовала детским дошкольным учреждением в городе Феодосия (ясли при табачной фабрике), работала на хозяйственных должностях в медицинских учреждениях города.
После вторичной немецкой оккупации Феодосии (с 18 января 1942 года) возглавила феодосийское подполье. Открыла у себя дома (ул. Лермонтова, 14) портновскую мастерскую, установила связь с партизанами старокрымских лесов. Организовывала побеги советских военнопленных из концентрационного лагеря Феодосии. Снабжала партизан одеждой, продуктами, оружием, боеприпасами, медикаментами, сведениями о положении немецких войск, документами, распространяла в городе антифашистские листовки. Численность организации достигла 300 человек (одно из крупнейших в Крыму антифашистских подполий)
Подполье было раскрыто гестапо, Листовничия арестована 20 марта 1943 года и увезена в Симферополь.
Расстреляна немецкими оккупантами в 1943 году после жестоких пыток.
В 1965 году посмертно награждена орденом Ленина.

## Память
Именем Н. М. Листовничей названа улица в Феодосии.